# Crossotolejeunea
Crossotolejeunea là một chi rêu trong họ Lejeuneaceae.